# 南戸村
南戸村（みなとむら）は、かつて岐阜県加茂郡にあった村である。
現在の八百津町の南部（南戸）に該当する。
村は木曽川沿いの下立地区と山間部の峰地区で構成されていた。中心地であった下立地区の大部分は、丸山ダムのダム湖（丸山蘇水湖）の湖底となっている。

## 歴史
- 江戸時代は苗木藩領
- 1871年（明治4年）12月 - 峯村と下立（おりたち）村が合併し、南戸村となる。
- 1889年（明治22年）7月1日 - 町村制により、改めて南戸村が発足。
- 1897年（明治30年）4月1日 - 潮見村と合併し潮南村が発足。同日南戸村廃止。

## 教育
- 下立尋常小学校
- 峰尋常小学校